# 金正日

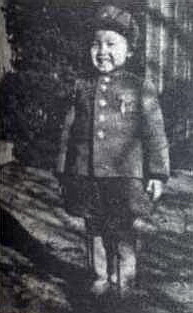
6歳頃の金正日（1947年撮影）

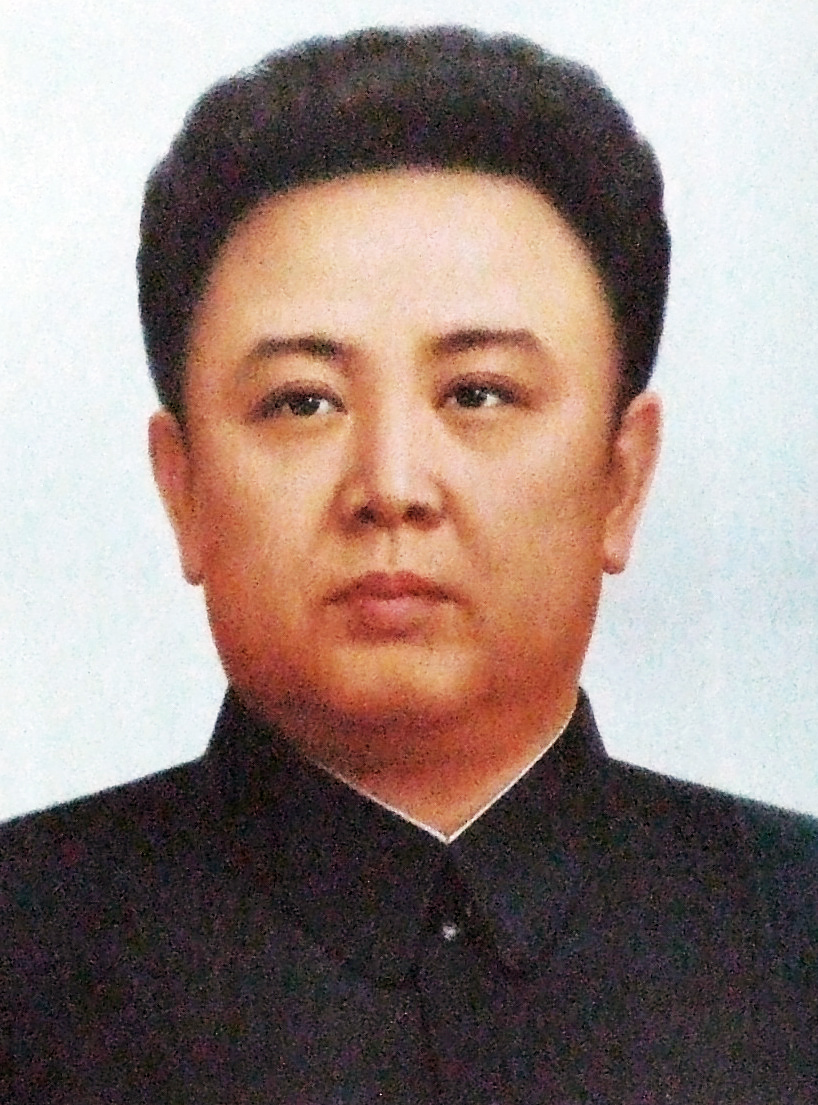
金正日の公式肖像画（青年期）

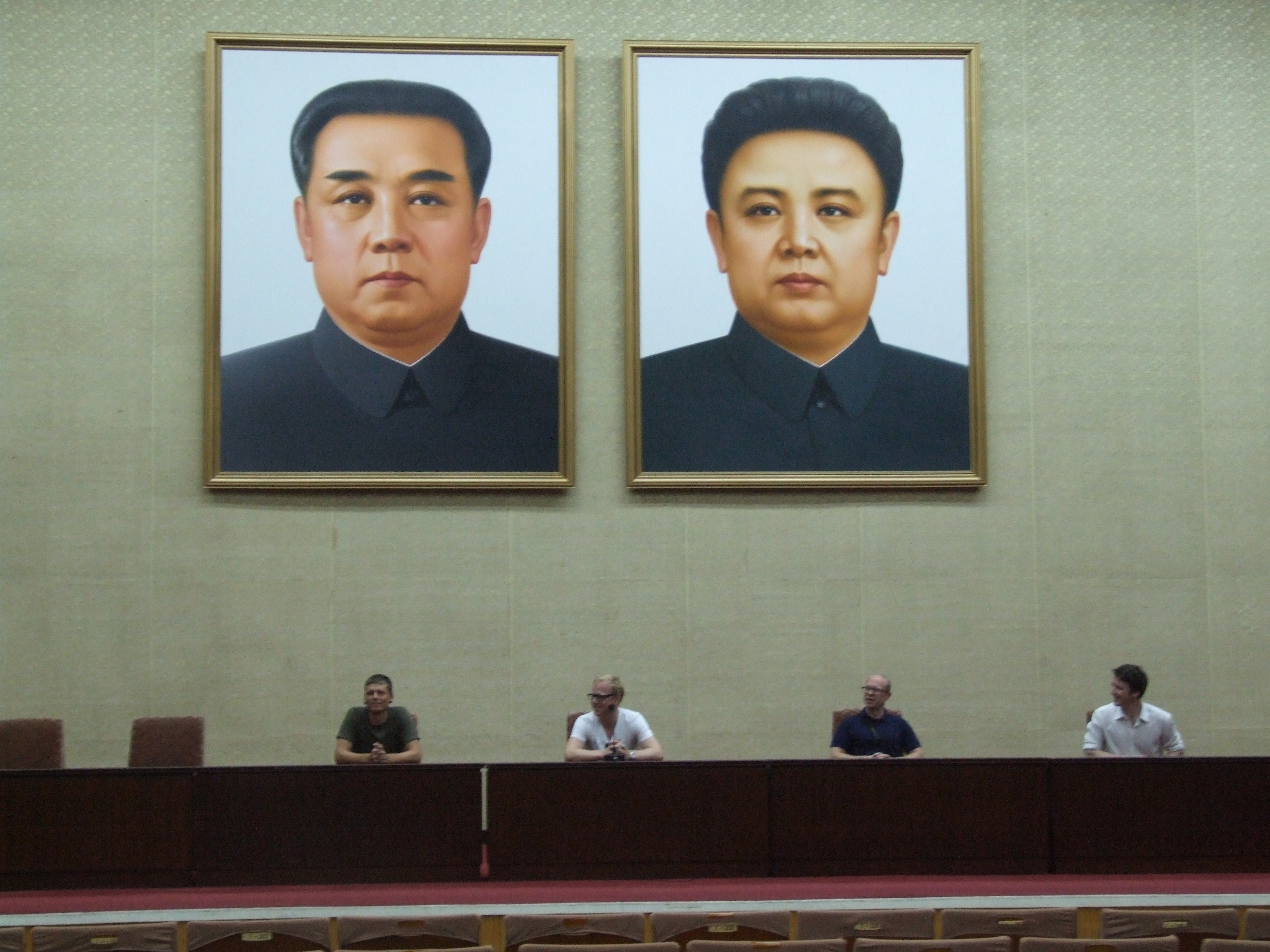
北朝鮮の首都平壌の人民大学習堂に掲げられた金日成と金正日の肖像画

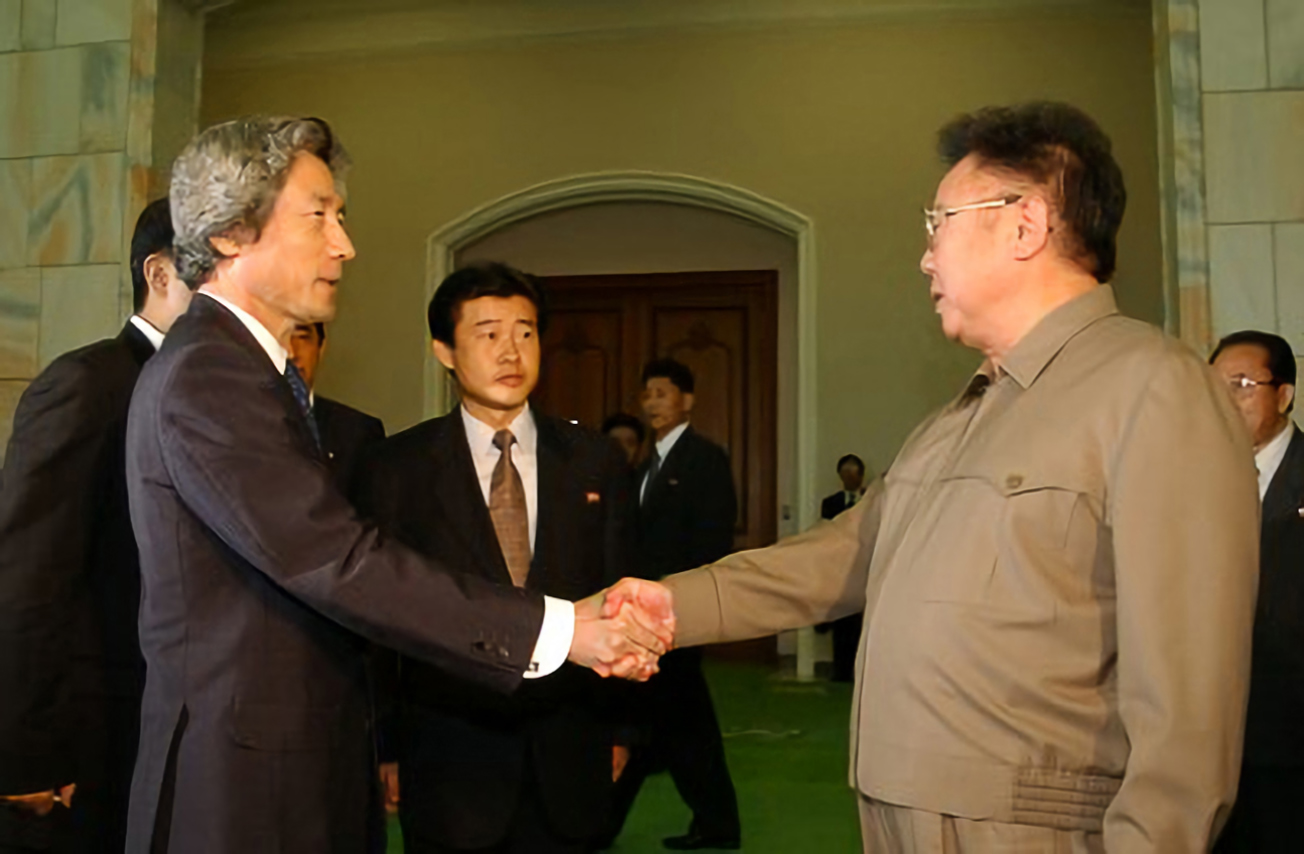
日本の内閣総理大臣小泉純一郎と会談する金正日（2002年9月17日）

金正日（きん しょうにち、きん せいにち、キム・ジョンイル、朝: 김정일; IPA: [kim.dzɔŋ.il]; [ˌkɪm dʒɒŋˈɪl]; 1941年〈昭和16年/主体30年〉2月16日 - 2011年12月17日）は、朝鮮民主主義人民共和国（北朝鮮）の政治家、独裁者。同国第2代最高指導者（1994年 - 2011年）。称号は朝鮮民主主義人民共和国元帥、朝鮮民主主義人民共和国英雄（3回受章しており「三重英雄」と称される）。死後、大元帥の称号を追贈された。
北朝鮮を建国した金日成の長男であり父の死後、同国の事実上の最高指導者となる。以後、死去するまで朝鮮労働党中央委員会総書記、朝鮮民主主義人民共和国国防委員会委員長、朝鮮人民軍最高司令官、朝鮮労働党中央軍事委員会委員長、朝鮮労働党中央委員会政治局常務委員を務めた。

## 生涯

### 出生
金正日は1941年2月16日、極東地方に生まれたという説が有力である。当時父・金日成は、抗日パルチザンの東北抗日聯軍を経てソ連軍下の第88独立狙撃旅団第1大隊長だった。正確な出生地についてはハバロフスク近郊のヴャツコエにある北野営、ウラジオストク近郊のオケアンスカヤにある南野営、ウラジオストク市内の病院といった諸説がある。出生名はユーリイ・イルセノヴィチ・キム（露: Юрий Ирсенович Ким, Jurij Irsenović Kim）。朝鮮式の幼名は有羅（ユーラ、김유라）。「有羅」はロシア人名「ユーリイ」に由来しており、ソビエト連邦出生説の根拠の一つともなっている。
ただし、北朝鮮側の発表では、金日成・金正日を神格化する意図から、金正日の生まれ年を金日成の生まれ年である1912年と30年周期で合わせるために1942年2月16日誕生とし、生誕地も白頭山（現在の中華人民共和国吉林省と北朝鮮両江道の国境地帯にある）としている。1982年2月15日、中央人民委員会より「白頭山密営にて誕生」という公式発表がおこなわれ、白頭山密営は「革命の聖地」とされた。1987年2月には密営の建物（丸太小屋）が建設された。
また、名が「ユーラ」から「ジョンイル」に変わったのは朝鮮半島の解放後のソビエト連邦軍政期とする説、1960年夏頃とする説がある。1980年の第6回党大会にて「金正日」という表記が確認された。「キム・ジョンイル」の名が公式文書に登場した当初、日本では「金正一」の字があてられていた。

### 幼年期
1945年11月25日、父・金日成の側近の1人である趙明禄の護衛により、母・金正淑、弟・修羅（金万一）とともにソ連から海路で朝鮮に帰国。雄基港に上陸後、清津を経由して平壌に移動し、先に帰国していた父のもとに落ち着いた。1946年に妹・金敬姫が生まれたが、1947年に弟を事故で、1949年には母を前置胎盤でそれぞれ亡くしている。幼年期は内向的な性格で、ひねくれたところがあった。
朝鮮戦争開始後の1950年9月中旬、北朝鮮軍の形勢が不利になると、曽祖父母や妹と共に平壌から平安北道（現：慈江道）長江郡に疎開するが、国連軍が北上し中朝国境付近に迫ると、1950年11月2日に中華人民共和国に脱出し、金日成の家族などとともに吉林市で生活をおくった。
吉林市の記録では1952年に疎開先の中国吉林市内の吉林市朝鮮族小学に入学し、中国少年先鋒隊に入隊して模範学生に選ばれ、翌1953年2月には吉林市に移転した万景台革命学院に入学するも同年7月に北朝鮮に帰国したとある。しかし、1952年11月には父の指示で帰国していたともされる。

### 青少年期
現在ロシア在住の当時の同級生によると、仲間と一緒に様々な学校でのイベントを主催したり、家でパーティーを開くなど、幼少期に内向的だった性格は次第に社交的になっていったという。
平壌第一初級中学校、南山高級中学校（現在の平壌第1高等中学校）卒業後、1960年9月1日に金日成総合大学経済学部政治経済学科に入学。在学中の1961年7月22日、朝鮮労働党に入党。1964年3月30日に大学を卒業した金正日は党中央委員会に勤務し、同年6月には党組織指導部の指導員となる。その後、党中央委員会の指導員、課長、副部長、部長を歴任し、1969年9月に党組織指導部部長に就任。また、党宣伝扇動部副部長や文化芸術部部長を兼任した。この間、北朝鮮独自の立場とされているチュチェ思想の思想整備を担当した黄長燁に師事していたこともある。

### 権力の掌握

#### 1970年代
1972年10月、党第5期中央委員会第5回総会で中央委員に選出され、1973年9月の党第5期中央委員会第7回総会で党中央委員会書記（党組織、宣伝扇動担当）に選出された。さらに、1974年2月13日の朝鮮労働党第5期中央委員会第8回総会において、政治委員会委員（現：政治局委員）に選出され、翌2月14日には、金日成の後継者として「推戴」された。同時期、北朝鮮版文化大革命とも呼ばれる三大革命赤旗獲得運動を提唱して権力の確立をしていった 。
後継者競争では叔父の金英柱に戦いを挑み、父の支持基盤であるパルチザン派の支持を獲得して金日成の歓心を買うことに成功した。金正日は金日成の後継者に決定した直後の1974年2月19日以降20日間にわたって続けられた講習会の場で、叔父である金英柱を「反党分子」呼ばわりしたうえで、「金英柱同志は、病気を口実にわが党の組織指導事業を怠り、組織をむちゃくちゃにしてしまいました。われわれは、金英柱同志が党に及ぼした害毒を除去しなければなりません」と批判し、北朝鮮社会を後世に至るまで規制することとなる「党の唯一思想体系確立の10大原則」を策定して、父金日成への個人崇拝を強め、「末端から中央に至る全ての組織に新しい党事業気風を確立するため、思想闘争を無慈悲に展開しなければなりません」と宣告した。
ただし、後継者決定は対外的には発表されず、金正日は「党中央」としてのみ言及された。1976年から1978年にかけてのポプラ事件、横田めぐみ拉致事件、崔銀姫拉致事件などは、すべて金正日が後継者に内定した後に起こっており、金正日の指示なしに、これほど大胆な犯罪ができる人間はいないことから、金正日が後継者にふさわしい実績づくりを急ぐあまりに引き起こした出来事である可能性が高いと考えられる。工作部門を率いることとなった金正日は、1976年の対南工作部門幹部会議において、工作員の現地化教育を図ること、そのために外国人を積極的に拉致するよう指令を出した。1977年、金正日は、北朝鮮の工作員たちに対し「マグジャビ」（手当たり次第）に外国人を誘拐するよう命じた。

#### 1980年代
後継者としての地位を確立する過程では、異母弟の金平一を推す義母・金聖愛との間に激しい権力闘争があったといわれている。金日成自身は、最初は彼の実弟の金英柱を後継者と考えたとされ、その後、かわいがっていた金平一が有力候補にあげられた時期もあり、「党は正日に、軍は平一に、行政は英一に任せる」と常々語っていたという証言がある。同じ時期に金日成を称えるプロパガンダが高まっていったことから、父・金日成のカリスマ化と忠誠合戦を仕掛けることが権力闘争を勝ち抜く彼の方策であった。金日成派の独裁化に貢献したと思われることも含め、党内闘争に熟達し、情報統制に長けていると推測されている。これは彼が若い頃に映画局に勤め、父・金日成をカリスマ化するプロパガンダに関係した経験が生かされたと見られることが多い。自らの肉声をほとんど流さないことでも有名で、南北首脳会談以前の肉声は1992年4月25日に行われた朝鮮人民軍創建60周年の軍事パレードで発した「英雄的朝鮮人民軍将兵諸君に栄光あれ!」というわずか5秒間の音声が唯一であった。金日成は軍の権力を金平一に握らせるつもりであったことは確かであるが、彼は酒と女に溺れていた。金正日は、叔父の金英柱を地方の山奥に15年間軟禁状態に置き、弟の金平一は欧州各国への大使を歴任させ、海外に出した。
金日成以来、国内の権力闘争により北朝鮮の政権中枢の役割を占めた満州派（国外パルチザン派）が朝鮮人民軍を権力基盤としてきた一方で、金正日は党官僚の代表や行政官僚の利益代弁者として振舞ったと思われる時期があった。そのため、金日成死亡の少し前から朝鮮人民軍を掌握しようと腐心していたことが公式プロパガンダおよび人事配置からうかがえる。一方で、外交官経験者を比較的重用し始めていることも人事配置からうかがえる。この時期、金正日は「パーティー政治」という独特のスタイルで周囲に仲間を集め、父親の権力基盤を奪っていった。パーティーによく招かれていたのは、妹・金敬姫とその夫の張成沢、実母・金正淑の実弟・金容淳、許錟といった人物であり、韓国の女優で拉致被害者の崔銀姫らも招かれることがあった。
1980年には「党中央の明かり」という歌曲が作られ、金正日崇拝への道ならしがおこなわれた。同年10月10日の第6回党大会および党第6期中央委員会第1回総会で党中央委員会政治局常務委員、中央委員会書記、中央軍事委員会委員に就任し、後継者としての地位を確固なものとした。このとき、金正日は初めて公式に国民の前へ姿を現した。1982年2月には最高人民会議代議員に選出され、以来、死去するまで最高人民会議代議員を務めた。
金正日が軍事委員会書記に就任し、軍部の実権を握った1980年頃から、北朝鮮は実質的に金日成と金正日の共同統治に入っていたという見方ができる。朝鮮労働党大会は1980年の第6回大会以降、金正日の死後の2016年まで、36年間実施されなかった。権力の世襲に対する批判に対しては、「金正日は金日成の息子だから後継者となったのではなく、もっとも優れた後継者がたまたま金日成の息子だった」、というのが北朝鮮の公式回答である。国内では恐怖政治を、対外的にはテロや拉致を繰り返しながらも、金正日は周囲の人間には細心の注意を払い、パーティー参加者にはとてつもないお土産やプレゼントが振る舞われた。金日成に対しても、朝晩、無事を確認し、みずから父の健康状態を確認するほどの親孝行ぶりをみせた。軍の実権を握った金正日は1980年代、ラングーン事件（1983年）、第十八富士山丸事件（1983年）、大韓航空機爆破事件（1987年）など、次々に国際的なテロ事件を引き起こすが、これらはいずれも、父や長老幹部たちの歓心を買うために引き起こした事件と考えられる。
なお、後継者内定後初の外遊だった1983年6月の訪中時、金正日は中華人民共和国の改革開放を「社会主義や共産主義を捨てた」「修正主義」と批判し、中国の鄧小平は「なんて馬鹿な奴だ」「世間知らずの小童」と唾棄する事案が発生しており、このことに焦った父・金日成は謝罪を約束し、それを拒む金正日と口論になったという。

#### 1990年代
金正日は1990年5月24日、第9期最高人民会議第1回会議において国防委員会第一副委員長に選出され、軍事を完全に掌握した。さらに翌1991年12月24日の第6期党中央委員会第19回総会において朝鮮人民軍最高司令官に「推戴」され、1992年4月20日には朝鮮民主主義人民共和国元帥の称号を授与された。1972年に制定された朝鮮民主主義人民共和国社会主義憲法（1972年憲法）では、軍の統帥権は国家主席にあり、朝鮮人民軍最高司令官と国防委員長は国家主席が兼務することが定められており、金正日の最高司令官就任は「超憲法的な措置」であった。しかし1992年4月9日に同憲法が改正されると、最高司令官の規定は削除されるとともに、軍の統帥権は国家主席から国防委員長に委譲された。そして、1993年4月9日の第9期最高人民会議第5回会議において国防委員会委員長に「推戴」され、これにより金正日は軍の統帥権を掌握した。
この時期、ソビエト連邦の崩壊により北朝鮮クーデター陰謀事件を知った金正日は多くのソ連留学経験者を旧KGBのスパイとして粛清した。

### 最高指導者として
1994年7月8日、国家主席の金日成が急死した。金正日は国家元首の地位を正式に継承はしなかったものの（憲法上の国家主席の職務は国家副主席朴成哲が代行した）、この日より事実上の最高指導者として統治を開始した。朝鮮労働党のポストとしては政治局常務委員と書記局筆頭書記のままであったが、1997年9月21日から朝鮮労働党の各地方の代表会議で金日成の死によって空席となっていた朝鮮労働党中央委員会総書記に「推戴」され、10月8日に就任した、1998年9月の最高人民会議第10期第1回会議において改めて国防委員会委員長に選出された。同会議において、国防委員長は「国家の最高職責」とされた。経済政策の失敗で苦難の行軍が起きたため、1997年から2000年にかけて、金正日は最高指導者の地位をより確立させるべくかつて三大革命赤旗獲得運動を共に進めた義理の弟の張成沢を使って古参幹部とその側近と彼らの親族の大規模な粛清（深化組事件）を行った。また、その頃から「先軍政治」を標榜、軍事とともに実質的に軍優先の政策を掲げている。NHK解説委員の高野洋は、1989年のルーマニアでのチャウシェスク政権崩壊とその処刑が金正日に危機感を与え、軍が離反しないよう軍優先の政治を図ったと言われているとする。

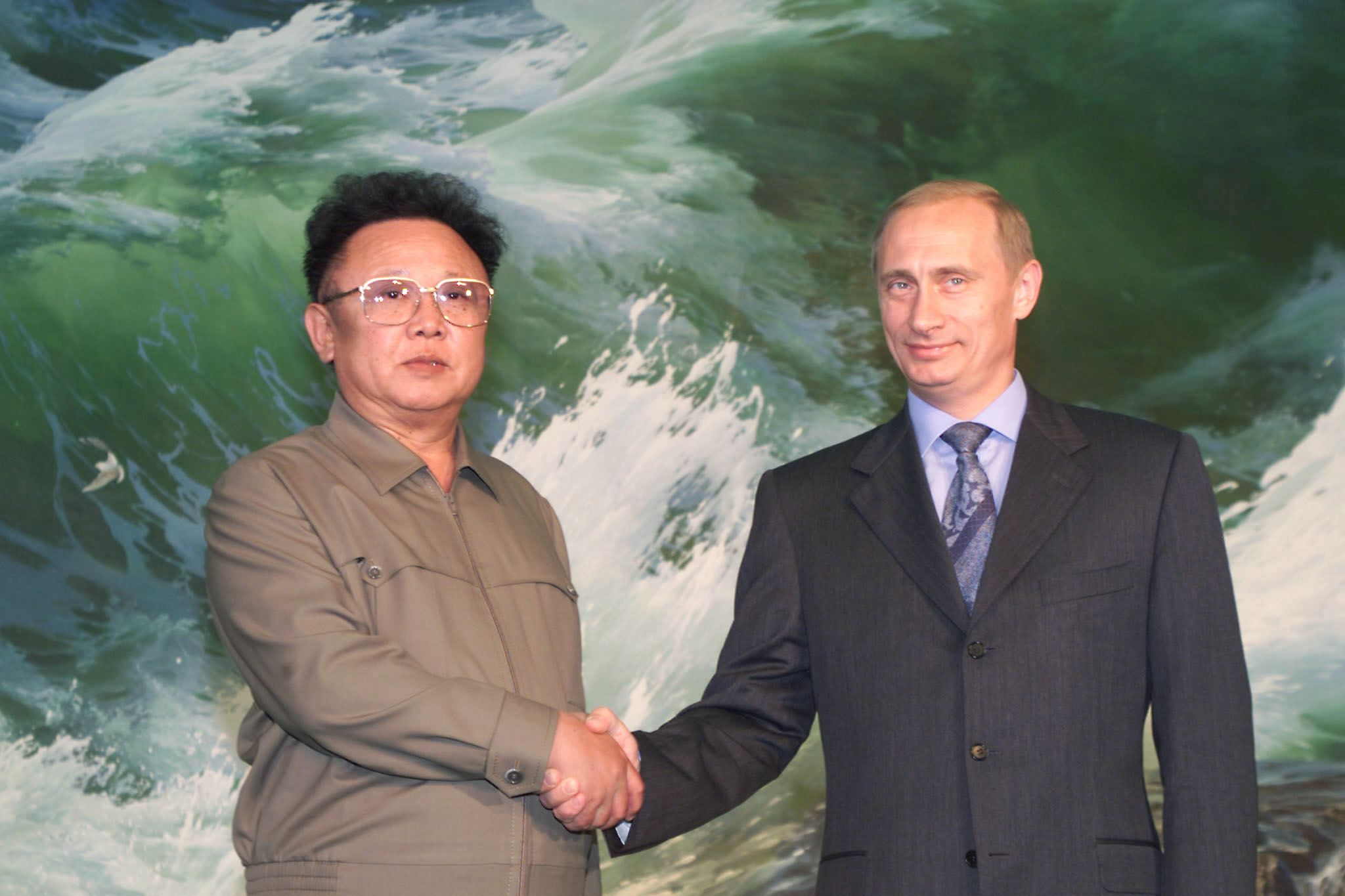
ロシアの大統領ウラジーミル・プーチンと会談する金正日（2000年7月19日）

2000年5月、就任後の初外遊で中国を17年ぶりに訪れて初めて国際社会に姿をあらわし、中国共産党総書記の江沢民との会談で南北首脳会談に向けた事前協議を行ったとされる。2000年6月には太陽政策を取る韓国の大統領金大中を平壌に迎えて南北首脳会談を行い、会談の結果、南北共同宣言が発表、6.15南北共同宣言が採択された。その直前に金大中は現代グループが北朝鮮へ4億ドルや5億ドルともいわれる違法な巨額の送金を行ったことを黙認し、中国の北京、マカオ、香港を経由して金正日と長男の金正男や側近の張成沢に渡ったとされる。2000年に南北首脳会談を行ってから2001年にかけ、イタリア、イギリス、カナダ等西側諸国との国交を樹立し、徐々に開放政策へと舵を切り始めた。
翌2001年1月15日から中国を非公式訪問し、当時後継者候補と目された長男で改革派の金正男コンピュータ委員会委員長を同行させて江沢民の本拠地である上海も視察し、摩天楼が並び立つ上海の経済発展を「上海は天地開闢した。改革開放が中国の経済発展に重要な役割をしたことが十分に証明された」と絶賛して改革開放に意欲を見せた。しかし、これは中国から援助を引き出すためのポーズとする見方もされている。同年9月11日のアメリカ同時多発テロ事件を境に、2002年にはアメリカ大統領のジョージ・W・ブッシュが、北朝鮮、イラン、イラクの3ヶ国を「テロ支援国家」であるとし、「悪の枢軸（axis of evil）」と呼んで批判するなどの北朝鮮敵視政策が国際的緊張を生んだ。アメリカとの緊張関係は和らぐことなく、「先軍政治」を掲げ、要求が受け入れられないと交渉決裂や武力衝突を辞さない態度をちらつかせるいわゆる“瀬戸際外交”を展開している。
2002年9月17日、日本の首相小泉純一郎との日朝首脳会談の席で、金正日は日本人13人を拉致したことを認め、口頭で謝罪した。犯人については、「特殊機関の一部の盲動主義者らが、英雄主義に走ってかかる行為を行ってきたと考えている」とし、関係者はすべて処罰したと述べた。また、2国間の懸案の解決し、国交正常化へ努力することを記した「日朝平壌宣言」を発表した。
2003年、イラク戦争の最中には密かに中国の北京を訪問していたという。イラク戦争の開戦による衝撃から中国は仲介に乗り出し、当初北朝鮮は対話を拒否するも中国が3日間原油供給を停止したことで態度を翻したともされる。同年3月から米中朝三者協議、さらに同年8月からは北京で六者会合が開催され、北朝鮮も参加する。
2006年7月16日には北朝鮮のミサイル発射をきっかけに国連安保理の全会一致で非難決議がなされた。同年、アメリカの『TIME』誌に「2006年の主要人物26人」の1人に選ばれ、「金総書記は7月4日にミサイルを連射、米ホワイトハウスで開かれたブッシュ大統領の独立記念日パーティーをメチャクチャにし、10月には世界で最も排他的かつ危険な核クラブの首長になった」と紹介された。
2008年10月11日には、2007年2月13日の六者会合での合意文書に基づき、アメリカ合衆国の国務次官クリストファー・ヒルらによって朝鮮民主主義人民共和国の「テロ支援国家」指定は解除された。
2009年4月9日に開かれた最高人民会議で国防委員長に再任され、政権は3期目に突入した。なお、同月の憲法改正により、国防委員長は北朝鮮の最高指導者として位置づけられた。
2009年8月4日、アメリカの特使として派遣された元大統領ビル・クリントンと会談。

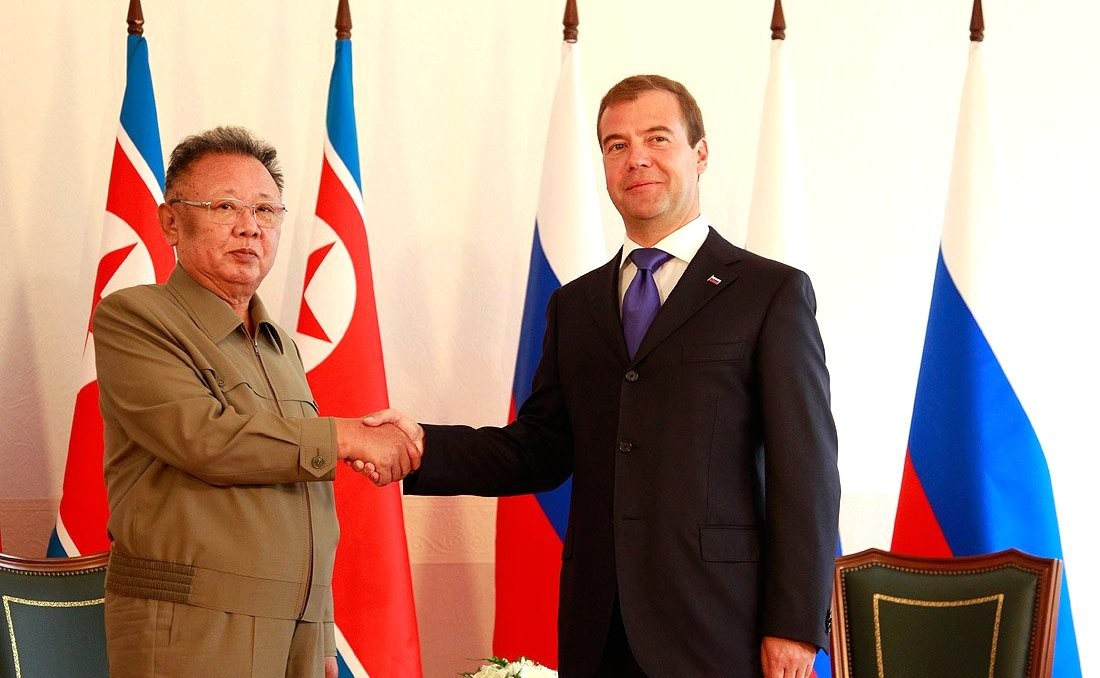
ロシアの大統領ドミートリー・メドヴェージェフと会談する金正日（2011年8月24日）

2010年2月1日、金正日の「私は、人民が未だトウモロコシの飯を食べていることに最も胸が痛む。いま私が行うべきことは、この世で一番立派なわが人民に白米を食べさせ、パンやめん類を十分に食べさせること」という談話が労働新聞に掲載された。2009年末に行われたデノミが失敗し、その結果としての餓死や治安部隊との小競り合いが頻繁に発生しているという情報が日韓にも伝えられた。金正日自身の健康問題も絡み、北朝鮮はいわば「崖っぷち」の状態であると分析するメディアもあった。
2010年5月、中国を訪問し、金正日は六者会合の再開に前向きな姿勢を示した。これに対し中国側は、「中朝の友情を時代と共に前進、発展させる」という発言をした。これは中国共産党内では関係見直しを意味する決まり文句であり、度重なる北朝鮮の独断での強硬行為に中国側は不信感を募らせていると見られ、距離を置かれる形となった。また、金正日が要望した大規模な経済支援も国務院総理（首相）の温家宝に拒否され、金正日がその後の予定を切り上げて早く帰国したという事実も判明、いわば建国以来の友邦であった中国にも見捨てられた格好となった。同年8月、再び訪中し、吉林省などを訪問した。
2010年9月28日に開催された党代表者会において、党総書記として改めて推戴される。同日、党代表者会の開催を受けて招集された党中央委員会総会で、政治局常務委員・中央軍事委員会委員長に再選された。また、同年10月9日には来賓の中国共産党中央政治局常務委員の周永康 とともに後継者に指名した金正恩と親子で並んで朝鮮労働党創建65周年記念行事の軍事パレードなどに出席した。
2011年に入ると、金正日は友好国との外交に力を入れた。同年5月に中国を再度訪問して国家主席の胡錦濤らと会談、同年8月にはロシアを訪問して大統領のドミートリー・メドヴェージェフと会見した。同年10月に中国の国務院副総理李克強が訪朝した際に金正恩を同席させた上で自ら応対して経済技術協力協定を結ぶ など、友好国との関係維持と援助を求めた。2011年にはリビアで独裁者カダフィがアメリカ等の制裁と軍事行動の末に核兵器開発を断念した挙句に革命で殺害されたことから、北朝鮮政権関係者は体制維持のために核武装が必要だと確信するに至ったとしばしば語られる。

### 死亡

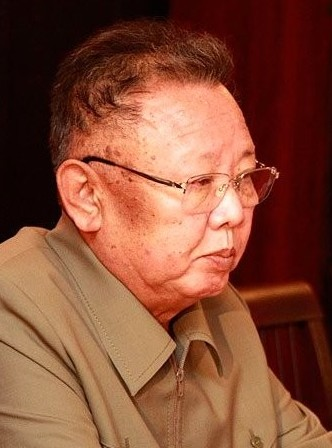
健康状態を害していた最晩年（2011年5月）に撮影された写真

2008年8月に脳卒中で倒れたとされている。その後も数度にわたって中国やロシアを訪れるなど外交活動に臨み、国内では現地指導を重ねていた。しかし2011年12月17日8時30分、心筋梗塞のために死亡したとされる。69歳没。享年70。2日後の12月19日正午、朝鮮中央テレビが特別放送を行い、死亡が発表された。朝鮮中央通信は金正日が「地方視察及び指導に向かう列車の中で12月17日午前8時半、過労により息を引き取った」と伝えた。
朝鮮中央通信や労働新聞などが伝えた「訃告」によれば、金正日は心臓や脳血管の病気で長期にわたり治療しており、「（そうした中で現地指導を続け）積もりに積もった精神的・肉体的過労により心筋梗塞が起き、心臓性ショックを併発した」と伝えた。2012年12月25日の朝鮮日報は、北朝鮮消息筋の情報として金正日の急死は北朝鮮北部に建設中の煕川水力発電所ダムで漏水事故が起きていることを聞き、現場へ向かう途中だったと伝えた。また、これ以前より強盛国家建設のための中枢として注力していた石炭を使った新技術による繊維製造業および製鉄が実際は業績が上がっていないにもかかわらず順調との虚偽報告を受けていたことを知り、強度のストレスを受けていたらしい。
一方、龍谷大学教授李相哲が、韓国に脱北した複数の元高官の証言や、金総書記の死亡に触れた中韓の政府文書を基に行った検証によると、実際は前日である12月16日の午後8時頃、訪れていた次女の金雪松宅の寝室で倒れ、搬送先の32号招待所内の医療施設で午後11時に死亡が確認されたという。
死後、後継者となった三男の金正恩によって金正日の偶像化が進められた。金正日の「生誕70周年」（実際は71周年）の誕生日直前である2012年2月14日には朝鮮民主主義人民共和国大元帥の称号を追贈され、同年4月11日に開催された第4回党代表者会において「永遠なる総書記」と位置づけられた。さらに4月13日に開催された第12期最高人民会議第5回会議において「永遠なる国防委員会委員長」とされた。

## 神格化とその変化
北朝鮮においては金日成とともに神格化されてきた。
国営の朝鮮中央放送で使われる金正日の呼び名は100以上あると言われ、北朝鮮国内のメディアでは「百戦百勝の鋼鉄の霊将」などと賛美されるが、実際には実戦で指揮を執った経験はない。この称号は金日成を賛美する決まり文句が儀礼化したまま流用されたものといわれている。国民からは「将軍様（장군님（將軍님）：チャングンニム）」と呼ばれ、国内のあらゆる所にその肖像画が掛けられている。
代表的な呼び名として「親愛なる指導者、金正日同志」があるが、二言目からは「金正日同志」「金正日総書記」と略される。また、朝鮮人民軍内部では「最高司令官同志」ともよばれる。その他、かつて使用されたものに「党中央」がある。「党中央」の語は一般的に党中央委員会のことと解釈される語であったため、「党中央」の語が金正日個人を指すと判明するまでに長い時間がかかった。また、北朝鮮の公式文献においても「党中央」の語が機関を指す語から次第に個人を指す語としての様相をみせるまで長い時間がかかっている。
北朝鮮では学生用・人民用教材において金日成の抗日パルチザン時代の活動について縮地法を使ったとする記述が行われ、金正日も『将軍様は縮地法を使われる』という宣伝歌謡などによって神秘主義的な偶像化が行われた。
しかし、2019年頃から変化が指摘されており、労働新聞の2019年3月の記事は孫の金正恩が書簡で「もし偉大さを強調するなどといって、首領（最高指導者）の革命活動や風貌を神格化すれば、真実を隠すことにつながる」との考えを表したことを伝えた。2020年5月20日付の労働新聞も「縮地法の秘訣」と題した記事で縮地法について霊的な技術を言ったものではないとし、金日成・金正日時代の解釈とは異なる見解を伝えた。北朝鮮のメディアが最高指導者に独断で言及することは考えられないことから、金正恩の意向が反映されているとみられている。

## 人物像
- 金正日には妻と愛人が5人おり、内4人との間には子供がおり、女性関係が派手で不純だったと言われている（洪一茜、成蕙琳、本妻 金英淑、高英姫、金玉、ソン・ヒリム、洪英姫、リ・サンジン、崔恵玉、万寿台芸術団 舞踊家、巧芸組、女優、官邸担当看護婦、執務室タイピスト）[88]。李韓永（旧名 李一男・韓国への脱北者）は著書『金正日ロイヤルファミリー』にて「何とかして金正日を喜ばそうと考えた取り巻き連中は、北朝鮮女性だけのパーティでは足りないと思い、外国から女性を連れてきた。契約して来た者もいれば拉致された者もいた。彼女らはタイ・フィリピン・中東出身だった」と記している。日本の文藝春秋は1992年3月号にて1980年代に日本女性がタイ女性と共に北朝鮮に渡航し金正日のパーティでお酌をした経験談を掲載した。崔銀姫は『金正日の王国』にて「拉致された外国人女性が金正日のパーティに何度も駆り出されていて、もう国に返してもらえない」と泣きながら訴えたと記している。
  - 女癖が悪かったため後継者の正恩からは嫌われ、2019年には自身が成し遂げた指導者の神格化を遠回しに否定された。
- 死去時の肩書は、国家においては国防委員会委員長、朝鮮人民軍最高司令官、共和国元帥、最高人民会議代議員、党においては朝鮮労働党総書記、朝鮮労働党中央委員会政治局常務委員、朝鮮労働党中央軍事委員会委員長であり、権力を一手に集めていた。呼称については国家における最も重要な役職である国防委員長（もしくは委員長）とするのが正式だが、日本のマスメディアだけ党の最高職である総書記としている。

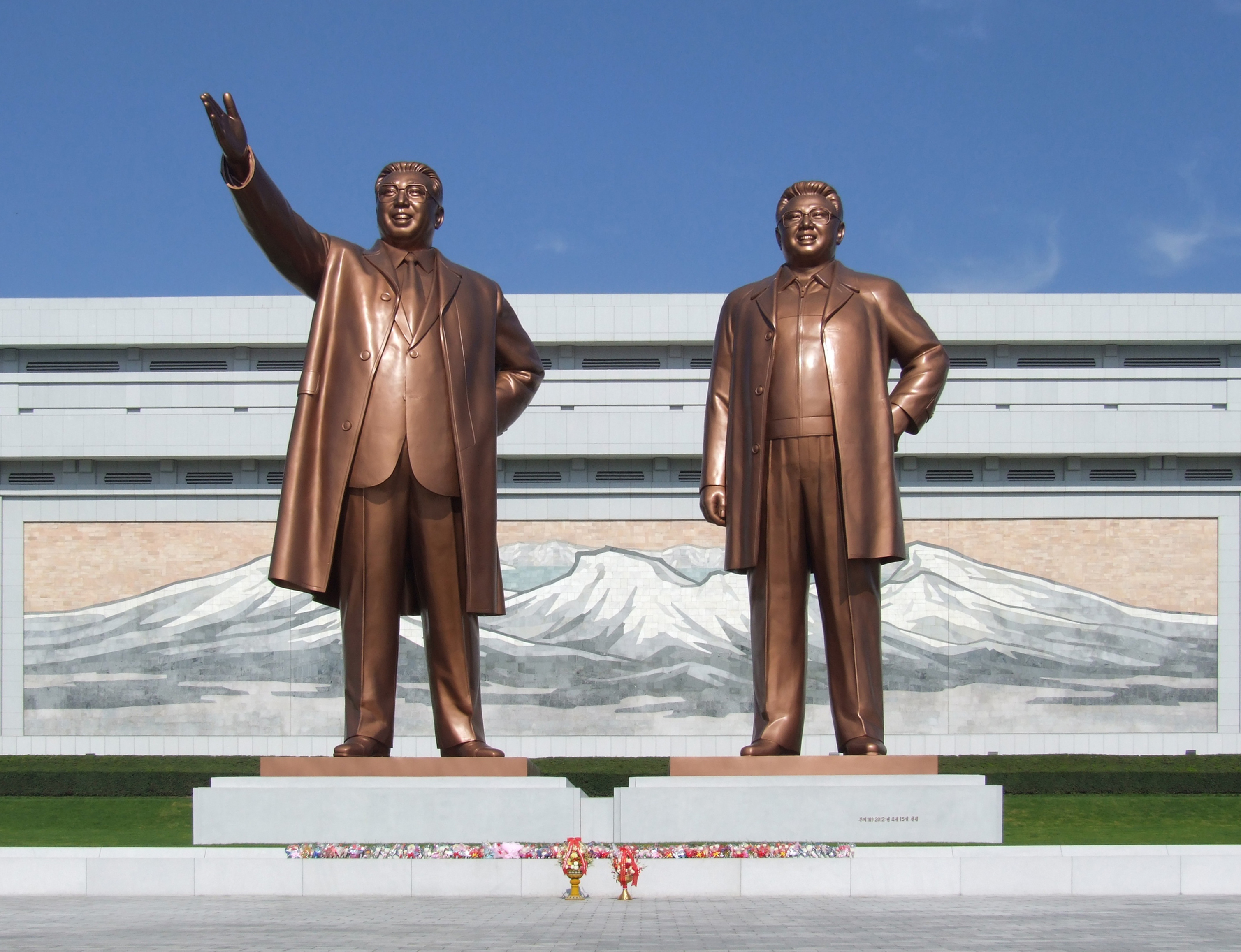
万寿台創作社が制作した金日成と金正日の立像

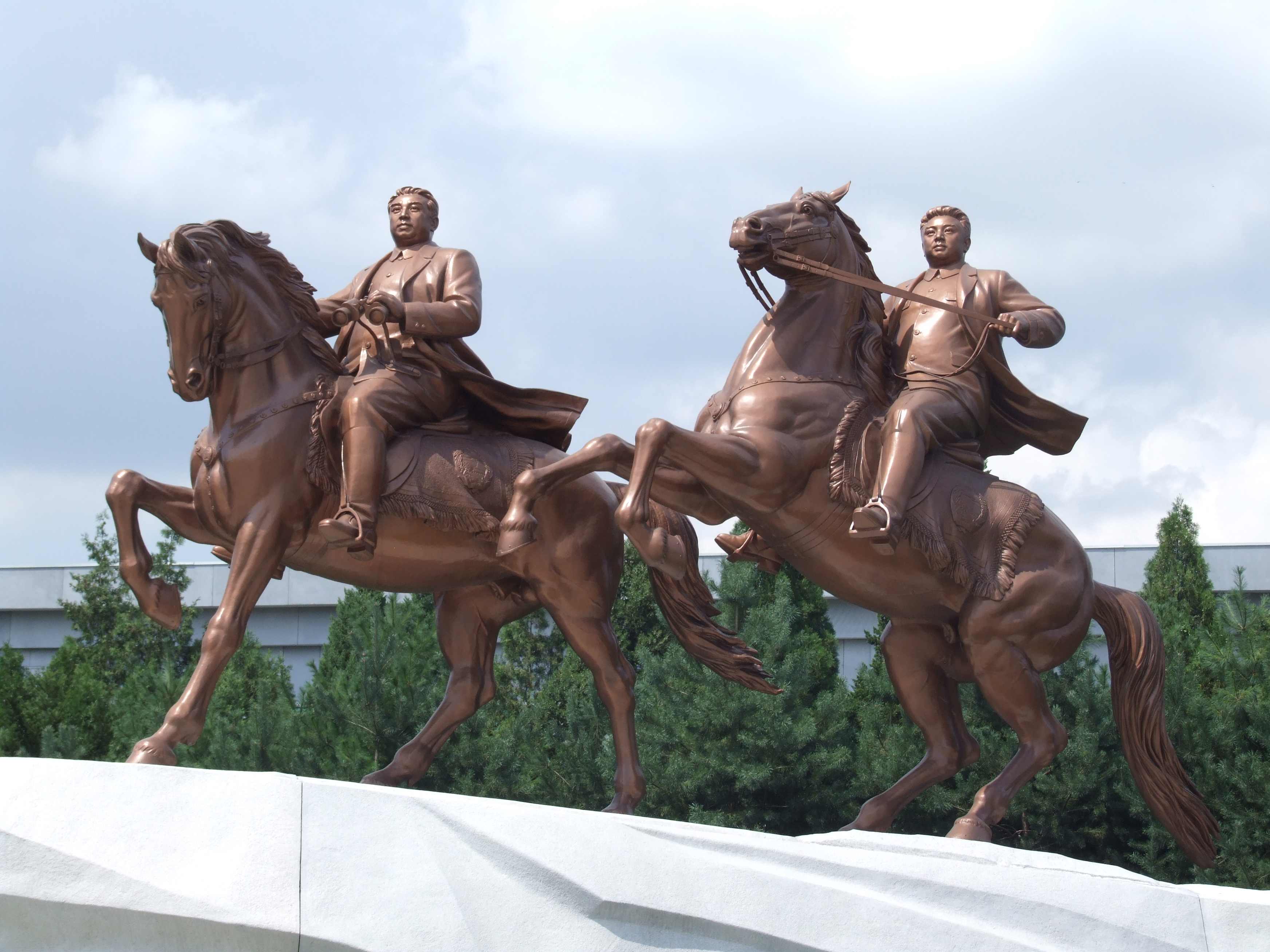
万寿台創作社が制作した金日成と金正日の乗馬像

- 東ドイツ国家人民軍の制服に倣ったとされるスラックスとジャンパーを愛用した。公式宣伝では質素な服装だとされたが、実際にはカシミアシルク製のオーダーメイドで、靴も服と色を合わせた特注品であった。メディアではサングラスを着用する姿がしばしば放映されている。外国の元首と会談する際は中華人民共和国の人民服に似た服を着用することもあった。肖像画には軍服を着用している姿もあるが、実際に軍服姿で公の場に出たことはないようである。金日成はスーツを着用することが多かったが、金正日がスーツを着用することはまずない。
- テロを恐れているためか、父・金日成と同様、飛行機嫌いであり、鉄道で繋がっている中華人民共和国やロシアなどの外国を訪問する時は専用の装甲列車[注 15]を使った[注 16]。
- 朝鮮総連のウェブサイトには「名言録」や「逸話集」などを掲載した金正日総書記特集があり、そのなかでは金正日を偉人と呼んでいる。
- 統一教会（世界基督教統一神霊協会）の文鮮明と関係があるとされる。1992年に統一教会教祖の文鮮明と会談し、35億ドル（約4400億円）もの援助を約束され、経済協力の関係を築いた。1994年7月に父金日成が死去した直後には、文鮮明の側近の朴普煕と会談した。統一教会の幹部、朴相権が社長を務める韓国の「平和自動車」との合弁会社「平和自動車総会社」を設立して自国の南浦（ナンポ）工業団地で自動車生産を行なったり、国営の「普通江ホテル」の経営を統一教会関係者に行なわせていたが、金正日・文鮮明死後の2012年に統一教会は北朝鮮での自動車事業から撤退した[90]。
- 2002年には、文鮮明の80歳を祝って、韓国の要人に対しては極めて異例と言える祝賀メッセージとプレゼントを贈った。このような北朝鮮とのパイプを作った統一教会は系列の「ワシントンタイムズ」社の朱東文（チュ・ドンムン）社長が2006年に訪米した山崎拓と面会し、翌2007年1月10日の山崎の訪朝のルートを用意したとも言われている[誰によって?]。しかし、北朝鮮当局は統一教会の幹部をスパイ容疑で逮捕してからは監視対象にしているとされた[91]。
- 長男の金正男に資産を任せてマカオに奢侈品の購入に使う秘密口座を持っていた他[92]、将来北朝鮮の体制が崩壊して仮に国外逃亡を余儀なくされても引き続き贅沢な暮らしを送れるよう3600億円の隠し資金をヨーロッパの銀行に保有していると言う。これらの資金は核やミサイル技術の売却などで得た資金であるとされる[93]。
- 海外メディアで報道される尊大なイメージと異なり、個人的には、他者に対し細かい気配りをし、自身に対しても自省的な側面も報告されている。専属の日本人料理人の藤本健二によれば平壌の8番宴会場で彼が初めて金正日に対面したとき、金正日が彼の足元に対しチップを投げて渡した。この不遜な態度に藤本は立腹してそれを拾わなかった。しかし次回、同所で再会したとき金正日は藤本の傍に自ら歩み寄り「藤本、この前はすまなかった、許せ」とわざわざ謝罪してくれた。藤本はこれに感激し、以後、金正日への終生への尊敬につながったとしている[94][95]。

### 愛読書
- 金正日が最も尊敬している人物は、ドイツの独裁者アドルフ・ヒトラーである[96]。金正日の愛読書はヒトラー『我が闘争』であり、この本を枕にして寝ているという噂があったほどである[96]。ヒトラーが好んだといわれる夜間のたいまつ行進は、金正日も政治セレモニーの演出のひとつとして大いに好んで用いた[96]。

### 表記
- 金日成、金正日の氏名は通常、印刷物では太字で表記される。北朝鮮の文字コード、KPS 9566には普通のチョソングル（韓国でいうハングル）とは別の位置（4行72列 - 4行77列）に前々指導者・金日成（김일성）、前指導者・金正日（김정일）の名前専用に使われるチョソングルが登録され、普通のチョソングルと異なり、常に太字で表記される。

### 趣味
- 1979年10月から韓国のテレビを見始め、KBSを好んでいた[97][98]。
- インターネットに熱心であったとされ、一日数時間、情報収集などに利用していたと伝えられる。
- 平壌中心の高台に「国家映画文献庫」[99] という映画の文献庫を（事実上個人で）持ち、およそ2万巻のビデオテープを所有するといわれるほどの映画マニアだった。日本や欧米の映画などを多数鑑賞していると言われている[誰によって?]。映画論についての自筆の著書『映画芸術論』は主著のひとつで日本語訳も出版されている（同朋舎）。日本映画では『ゴジラ』の他、『男はつらいよ』のファンで、1985年には東宝の特撮スタッフを招いて『プルガサリ 伝説の大怪獣』という怪獣映画をプロデュースしたこともある。また、北朝鮮の映画産業のために韓国の映画監督申相玉とその妻で女優の崔銀姫を拉致し、上記『プルガサリ 伝説の大怪獣』の制作に参加させたこともある。2人は後に再亡命し、その影響からか世界公開を目指していた『プルガサリ 伝説の大怪獣』は「政治的な理由」によって公開が中止されている。
- スポーツはバスケットボールを好む。舞踏鑑賞も多くの趣味のひとつ。WUSAのファンで、マデレーン・オルブライトからサッカーボールを贈与されたことがある。
- メルセデスベンツの愛用者で、公用車はメルセデス・ベンツ・Sクラスの防弾リムジン仕様車。Sクラスは歴代すべて所有。特にW126は高級幹部にプレゼントするほどのお気に入りであった。加えて、2006年にフォルクスワーゲン・フェートンを購入したともいわれる。なお、アメリカ製のリンカーン・コンチネンタルリムジンを父の代から公用車として使用していた。オートバイはハーレーダビッドソンを所有。
- 1994年、会員制の平壌ゴルフ場（パー72、7700ヤード）で生まれて初めてゴルフをラウンドし、「18ホールで11のホールインワンを記録し、どのホールも最悪で「バーディー」、スコアは38アンダーの34をマークし、世界記録を樹立した」という内容の驚異的な記録を残したと言い張っているが[100][注 17]、真偽のほどは不明である。
その他、「金正日総書記は平壌ゴルフ場に来たことがない」「平壌ゴルフ場での最高記録は地元プレイヤーが記録した1オーバーだ」「この話は北朝鮮の国営メディアが報じた情報とされるが、実際は欧米メディアのでっち上げだ」といった話も出ている[101][出典無効][102]。
また、金正日が死去した際にはTwitter上で「ゴルフ界の大損失」「ゴルフ界は偉大な人物を失った」「金正日の死によって、ゴルフの世界ランキングでは全員が1ランクアップだ」「金正日の死去は（現世界ランク1位の）ルーク・ドナルドが議論の余地のない世界ナンバーワンになったことを意味する。おめでとう、ルーク。コース上の決着じゃなかったのが、ちょっぴり残念だけど」などといったネタ的書き込みも見られた。
- 金正日の料理人であった日本人の藤本健二によれば、グルメであり、フカヒレ料理や、日本食では寿司やすき焼き、鰻丼なども好物であったという。また、日清食品のカップラーメンであるラ王も好物である。マヨネーズはキユーピー、醤油はキッコーマンにこだわった。差し歯が3本あり硬いものは食べなかった。またあまり辛い物は好まなかったが、寿司のわさびは受け入れた。食材は日本など外国から高級なものを取り寄せることも多いが、2006年10月15日に国連で決定された北朝鮮への経済制裁にある贅沢品禁輸措置により、入手の困難化が推測される。
- かつてはヘビースモーカーで、特にイギリスのロスマンズを愛飲していたが、20年かかって禁煙を達成。自身の禁煙達成後、北朝鮮国民に禁煙を押し付けた[103]。

## 家族・親族
先祖は、現在の全羅北道・全州出身。本貫全州金氏。
- 金松齢（キム・ソンヨン、高祖父の養父）
- 金膺禹（キム・ウンウ、高祖父）
- 金輔鉉（キム・ボヒョン、曽祖父）
- 李寶益（リ・ボイク、曽祖母）
- 金亨稷（キム・ヒョンジク、祖父）
- 康盤石（カン・バンソク、祖母）
- 金亨権（キム・ヒョングォン、大叔父）
- 金亨禄（キム・ヒョンロク、大叔父）
- 金日成（キム・イルソン、父）
- 金正淑（キム・ジョンスク、母）
- 金聖愛（キム・ソンエ、義母）
- 金哲柱（キム・チョルジュ、叔父）
- 金英柱（キム・ヨンジュ、叔父）
- 金万一（キム・マンイル、弟）
- 金敬姫（キム・ギョンヒ、妹）
- 張成沢（チャン・ソンテク、義弟）
- 金平一（キム・ピョンイル、異母弟）
- 金英一（キム・ヨンイル、異母弟）
- 金慶真（キム・ギョンジン、異母妹）
- 金清一（キム・チョンイル、異母弟）

### 妻子
- 洪一茜（ホン・イルチョン、最初の妻）
  - 金恵敬（キム・ヘギョン、長女）
- 成恵琳（ソン・ヘリム、2番目の妻）
  - 金正男（キム・ジョンナム、長男）
    - 金漢率（キム・ハンソル、孫）
- 金英淑（キム・ヨンスク、3番目の妻であり正式な妻）
  - 金雪松（キム・ソルソン、次女）
  - 金春松（キム・チュンソン、三女）
- 高容姫（コ・ヨンヒ、4番目の妻、在日朝鮮人）
  - 金正哲（キム・ジョンチョル、次男）
  - 金正恩（キム・ジョンウン、三男）
    - 金主愛（キム・ジュエ、孫娘）

  - 金与正（キム・ヨジョン、四女）
- 孫姫林（ソン・ヒリム、5番目の妻）
- 金玉（キム・オク、6番目の妻　五女と四男の母）

### 系譜
| 金正日 | 父: 金日成 | 祖父: 金亨稷 | 曽祖父: 金輔鉉 |
| 金正日 | 父: 金日成 | 祖父: 金亨稷 | 曽祖母: 李寶益 |
| 金正日 | 父: 金日成 | 祖母: 康盤石 | 曽祖父: 康敦煜 |
| 金正日 | 父: 金日成 | 祖母: 康盤石 | 曽祖母: 魏敦信 |
| 金正日 | 母: 金正淑 | 祖父: -      | 曽祖父: -      |
| 金正日 | 母: 金正淑 | 祖父: -      | 曽祖母: -      |
| 金正日 | 母: 金正淑 | 祖母: -      | 曽祖父: -      |
| 金正日 | 母: 金正淑 | 祖母: -      | 曽祖母: -      |

## 日本で出版されている主な著作
- 『人間の証し―『映画芸術論』抄』（角川書店（同朋舎）、2000年10月発行） - ISBN 4810426505

## 伝記・入門書
- 『主体思想について』外国文出版社、1982年。
- 井上周八『現代朝鮮と金正日書記』雄山閣出版、1983年2月17日。
- 名田隆司『偉大な愛の讃歌金正日書記と人民』幸洋出版、1983年3月25日。
- 『わが党のチュチェ思想について』外国文出版社、1985年。
- 『金正日文献集』金日成主席著作翻訳委員会（訳）、未来社、1987年2月16日。
- 石川昌『金正日書記その人と業績』雄山閣出版、1987年5月20日。
- 『党の指導体系の確立について』外国文出版社、1988年。
- 『キューバ共産党中央委員会機関紙『グランマ』社長の質問にたいする回答 : 1989年10月26日』外国文出版社、1989年。
- 『中央機関の党組織の役割をさらに高めるために』外国文出版社、1989年。
- 『党と革命隊伍の強化発展と社会主義経済建設の新たな高揚のために』外国文出版社、1989年。
- 『司法・検察活動の改善強化のために』外国文出版社、1990年。
- 『党の戦闘力を強めて社会主義建設に新たな転換をもたらそう』外国文出版社、1992年。
- 『党の指導的役割を高めるために』外国文出版社、1992年。
- 『党活動において古い枠をうちこわし、新たな転換をもたらすために』外国文出版社、1992年。
- 『政務院の委員会・省党組織の活動を改善するために』外国文出版社、1992年。
- 『社会主義建設の歴史的教訓とわが党の総路線』外国文出版社、1992年。
- 『革命的党建設の根本問題について』外国文出版社、1992年。
- 李珍珪『二十一世紀と金正日書記』朝鮮青年社、1995年。
- 尾上健一『金正日主義入門』白峰社、1995年。ISBN 4938859033。
- 在日本朝鮮人総聯合会中央常任委員会『金正日略伝』雄山閣出版、1995年。ISBN 4639012764。
- 朝鮮新報社朝鮮問題担当班『キム・ジョンイルプラン―21世紀をリードするリーダーの戦略』朝鮮青年社、1997年。ISBN 4885220475。
- 朝鮮・金正日伝編纂委員会『金正日伝 (第1巻)』白峰社、2004年。ISBN 4434041657。
- 朝鮮・金正日伝編纂委員会『金正日伝 (第2巻)』白峰社、2005年。ISBN 4434060910。

## 登場する作品
テレビドラマ
- 『赤の王朝』（1980年、 KBS - ミン・ウク）
- 『今、平壌では』（1983年 - 1985年、 KBS - キム・ビョンギ）
- 『北へ行った女優』,（1986年、MBC  - イ・ヒド）
- 『解凍』（1995年、 SBS - イ・ヒド）
- 『第4共和国』（1995年、MBC - キム・ユンヒョン）

映画
- 『チーム★アメリカ/ワールドポリス』（2004年 - トレイ・パーカー）
- 『韓半島 -HANBANDO-』（2006年 - ペク・イルソプ）
- 『日本以外全部沈没』（2006年 - ジーコ内山）　筒井康隆の同名の短編小説を原作とする映画。映画終盤で日本を乗っ取るため特殊部隊を率いて主人公の「おれ」と各国の首脳の前に登場する。なお名前は「北の独裁者」として伏せられている。
- 『ギララの逆襲/洞爺湖サミット危機一発』（2008年 - ジーコ内山）「北の独裁者」として伏せられている。
- 『工作 黒金星と呼ばれた男』（2018年 - ギ・ジュボン）

小説
- 佐藤大輔『平穣クーデター作戦 静かなる朝のために（後に文庫化に当たり『平壌クーデター作戦』に改題）』（2003年） 祖国を憂いた朝鮮人民軍軍人である主人公とその協力者たちが、中国の後ろ盾を得た人民武力部長の武力クーデター計画に乗じて更にクーデターを起こし、金正日を排除しようとする動きを主軸とした架空戦記。作中では主に「ユーラ」と呼ばれ、金正日自身の独白も時折差し挟まっている。